# قصر شیرین (فیلم)
قصر شیرین فیلمی به کارگردانی و تهیه‌کنندگی رضا میرکریمی و به نویسندگی محسن قرایی و محمد داودی، ساختهٔ سال ۱۳۹۷ است. این فیلم برای نخستین بار در سی و هفتمین دورهٔ جشنوارهٔ فیلم فجر اکران شد و با نامزدی در هشت رشته، برنده دو سیمرغ بلورین بهترین فیلمنامه و بهترین موسیقی متن شد. اما درخشش اصلی فیلم در بیست و دومین جشنواره فیلم شانگهای رقم خورد که فیلم با حضور در بخش مسابقهٔ اصلی، برندهٔ ۳ جام طلایی بهترین فیلم، بهترین کارگردانی و بهترین بازیگر مرد از این فستیوال شد.
این فیلم، علاوه بر تحسین مخاطبان در جشنواره فیلم فجر، به عنوان فیلم محبوب منتقدان در مجلهٔ فیلم انتخاب شده‌است.

## خلاصه داستان
جلال مرادی ۴۲ ساله در طی تصادفی خانواده‌ای را به قتل می‌رساند، اما تصادف در دادگاه غیرعمد شناخته می‌شود. او پس از گذراندن دوران زندان، همسر و فرزندانش را ترک کرده و به شهری دیگر می‌رود، پس از دو سال به شهرش باز می‌گردد ...جلال و نجمه پس از مشاجره از هم جدا شده، و در انتها مشخص می گردد که جلال بابت اهدایی قلب شیرین ( همسر اولش ) ۵۰ میلیون تومان پول گرفته است...

## بازیگران
| بازیگر        | نقش   |
| ------------- | ----- |
| حامد بهداد    | جلال  |
| ژیلا شاهی     | نجمه  |
| یونا تدین     | علی   |
| نیوشا علیپور  | سارا  |
| اکبر آیین     | بهروز |
| آزاده نوبهاری | نسرین |
| زهیر یاری     | دایی  |

## نمایش
قصر شیرین برای نخستین بار، روز جمعه ۱۲ بهمن ماه ۱۳۹۷(۰۱ فوریه ۲۰۱۹)، در بخش سودای سیمرغ سی و هفتمین دوره جشنواره فیلم فجر به نمایش درآمد. فیلم در نخستین حضور بین‌المللی اش، در بخش مسابقه اصلی جشنواره بین‌المللی فیلم شانگهای به نمایش درآمد. فیلم همچنین از روز چهارشنبه ۲ مرداد ۱۳۹۸ در سینماهای سراسر کشور به صورت گسترده اکران شد.

## اکران‌ها، حضور در جشنواره‌ها و جوایز

### اکران و جشنواره‌ها

#### بین‌المللی
| سال  | کشور | رویداد                         | بخش جشنواره/نوع اکران | تاریخ اکران  |
| ---- | ---- | ------------------------------ | --------------------- | ------------ |
| ۲۰۱۹ | چین  | جشنواره بین‌المللی فیلم شانگهای | مسابقه اصلی           | ۱۷ ژوئن ۲۰۱۹ |

#### داخلی
| سال  | رویداد                                      | بخش جشنواره/نوع اکران | تاریخ اکران  |
| ---- | ------------------------------------------- | --------------------- | ------------ |
| ۱۳۹۷ | جشنواره فیلم فجر                            | سودای سیمرغ           | ۱۲ بهمن ۱۳۹۷ |
| ۱۳۹۸ | جشن انجمن منتقدان و نویسندگان سینمایی ایران | فیلم‌های بلند          | -            |

### جوایز
| سال  | جشنواره                                                   | قسمت                       | نامزد                   | نتیجه    | جایزه         |
| ---- | --------------------------------------------------------- | -------------------------- | ----------------------- | -------- | ------------- |
| ۱۳۹۷ | سی و هفتمین دوره جشنواره فیلم فجر                         | بهترین فیلم                | رضا میرکریمی            | نامزدشده | سیمرغ بلورین  |
| ۱۳۹۷ | سی و هفتمین دوره جشنواره فیلم فجر                         | بهترین کارگردانی           | رضا میرکریمی            | نامزدشده | سیمرغ بلورین  |
| ۱۳۹۷ | سی و هفتمین دوره جشنواره فیلم فجر                         | بهترین بازیگر نقش اول مرد  | حامد بهداد              | نامزدشده | سیمرغ بلورین  |
| ۱۳۹۷ | سی و هفتمین دوره جشنواره فیلم فجر                         | بهترین بازیگر نقش مکمل زن  | ژیلا شاهی               | نامزدشده | سیمرغ بلورین  |
| ۱۳۹۷ | سی و هفتمین دوره جشنواره فیلم فجر                         | بهترین بازیگر نقش مکمل زن  | نیوشا علیپور            | نامزدشده | سیمرغ بلورین  |
| ۱۳۹۷ | سی و هفتمین دوره جشنواره فیلم فجر                         | بهترین بازیگر نقش مکمل مرد | یونا تدین               | نامزدشده | سیمرغ بلورین  |
| ۱۳۹۷ | سی و هفتمین دوره جشنواره فیلم فجر                         | بهترین فیلمنامه            | محسن قرائی و محمد داودی | برنده    | سیمرغ بلورین  |
| ۱۳۹۷ | سی و هفتمین دوره جشنواره فیلم فجر                         | بهترین موسیقی متن          | امین هنرمند             | برنده    | سیمرغ بلورین  |
| ۲۰۱۹ | بیست و دومین دوره جشنواره فیلم شانگهای                    | بهترین فیلم                | رضا میرکریمی            | برنده    | جام طلایی     |
| ۲۰۱۹ | بیست و دومین دوره جشنواره فیلم شانگهای                    | بهترین کارگردانی           | رضا میرکریمی            | برنده    | جام طلایی     |
| ۲۰۱۹ | بیست و دومین دوره جشنواره فیلم شانگهای                    | بهترین بازیگر مرد          | حامد بهداد              | برنده    | جام طلایی     |
| ۲۰۱۹ | پنجاه و ششمین دوره جشنواره فیلم آنتالیا                   | بهترین بازیگر مرد          | حامد بهداد              | برنده    | پرتقال طلایی  |
| ۱۳۹۸ | سیزدهمین دوره جشن انجمن منتقدان و نویسندگان سینمایی ایران | بهترین بازیگر مرد          | حامد بهداد              | برنده    | تندیس بازیگری |
| ۱۳۹٩ | بیستمین دوره جشن حافظ                                     | بهترین فیلم                | رضا میرکریمی            | نامزدشده | تندیس حافظ    |
| ۱۳۹٩ | بیستمین دوره جشن حافظ                                     | بهترین کارگردانی           | رضا میرکریمی            | نامزدشده | تندیس حافظ    |
| ۱۳۹٩ | بیستمین دوره جشن حافظ                                     | بهترین فیلمنامه            | محسن قرائی، محمد داوودی | نامزدشده | تندیس حافظ    |
| ۱۳۹٩ | بیستمین دوره جشن حافظ                                     | بهترین بازیگر مرد          | حامد بهداد              | نامزدشده | تندیس حافظ    |
| ۱۳۹٩ | بیستمین دوره جشن حافظ                                     | بهترین فیلمبرداری          | مرتضی هدایی             | نامزدشده | تندیس حافظ    |